# Keep Calm and Carry On

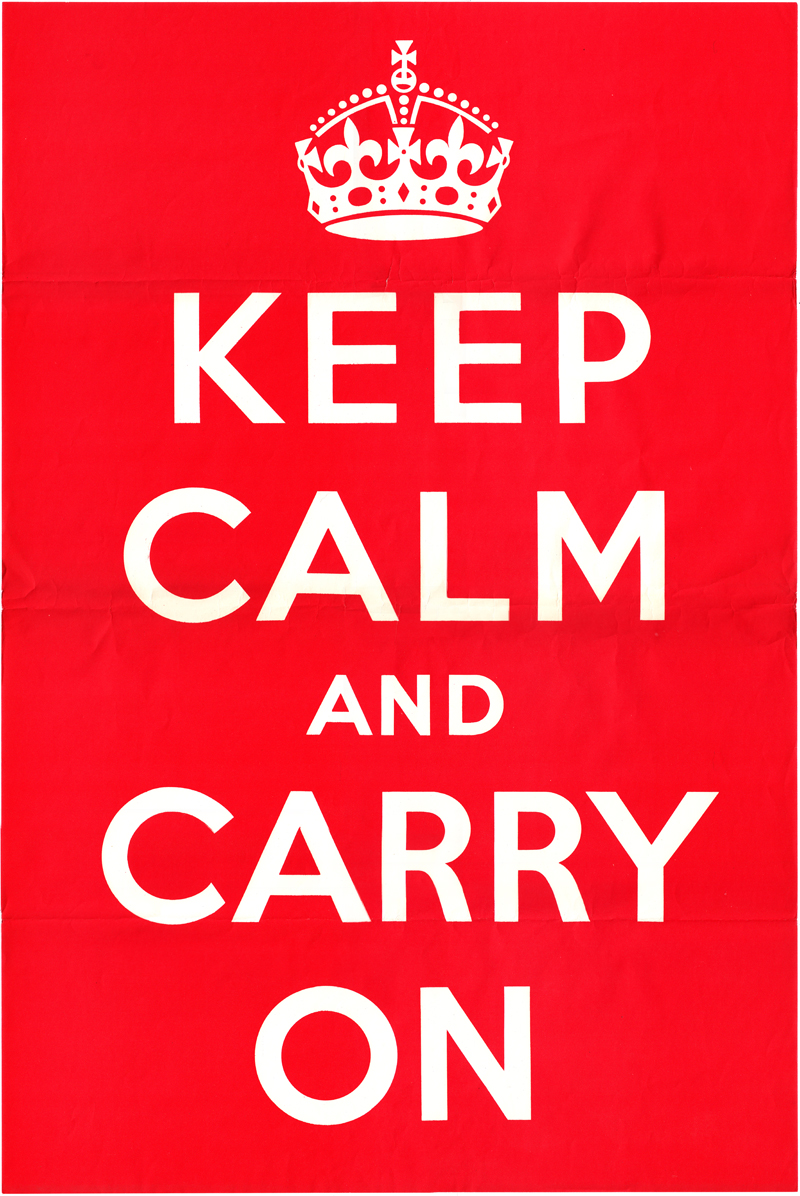
1939년 제작된 포스터.

Keep Calm and Carry On은 영국 정부가 제2차 세계 대전이 발발하기 몇개월 전인 1939년에 대규모 공중 폭격이 예고된 가운데 영국 시민들에게 사기를 돋우기 위해 제작한 동기 부여 포스터이다. 이 포스터는 2000년에 한 서점에서 발견된 이후 다양한 물품의 디자인으로 채용되었으며 많은 패러디를 양산해냈다. 뜻은 "평정심을 유지하고 하던 일을 계속하라" 정도이다. 다만 비틀어 해석하면 권위주의 영국을 상징할 수 있기 때문에, 이를 풍자할 때에도 사용된다.

## 같이 보기
- We Can Do It!